# Rhizophascolonus
Rhizophascolonus — вимерлий рід дипротодонтів, відомий з раннього міоцену Південної Австралії. Рід вперше був описаний для розміщення нового викопного виду Rhizophascolonus crowcrofti, у 1967 році. У 2018 році вийшла стаття з описом нового виду, Rhizophascolonus ngangaba.